# حادثه قطار اودیسا
در ۲ ژوئن ۲۰۲۳، سه قطار در منطقه بالاسور، در ایالت اودیسا در شرق هند با هم برخورد کردند. قطار ۱۲۸۴۱ کروماندل اکسپرس با تمام سرعت به جای ورود به خط اصلی در نزدیکی ایستگاه راه‌آهن باهاناگا بازار، وارد حلقه عبوری شد و با یک قطار باری برخورد کرد. به دلیل سرعت بالای کروماندل اکسپرس، ۲۱ واگن آن از ریل خارج شدند و سه تای آن با قطار بنگالورو سوپرفست اکسپرس در مسیر مجاور برخورد کردند.
در مجموع ۲۸۸ نفر در این تصادف کشته و ۱۱۷۵ نفر دیگر مجروح شدند. این مرگبارترین سانحه ریلی هند از زمان فاجعه ریلی فیروزآباد در سال ۱۹۹۵ و مرگبارترین حادثه در سراسر جهان از زمان سانحه قطار سونامی سریلانکا در سال ۲۰۰۴ بود.

نمودار ساده‌سازی شده برخورد قطار اودیسا در سال ۲۰۲۳